# فرديناند رييس
فرديناند رييس (بالألمانية: Ferdinand Ries )‏ (و. 1784 – 1838 م) هو ملحن، وعازف بيانو ألماني، ولد في بون، توفي في فرانكفورت، عن عمر يناهز 54 عاماً.

## روابط خارجية
- فرديناند رييس على موقع ميوزك برينز (الإنجليزية)
- فرديناند رييس على موقع أول ميوزيك (الإنجليزية)
- فرديناند رييس على موقع ديسكوغز (الإنجليزية)